# Sergentomyia nilamburensis
Sergentomyia nilamburensis är en tvåvingeart som beskrevs av Kaul och Prabha 1993. Sergentomyia nilamburensis ingår i släktet Sergentomyia och familjen fjärilsmyggor.
Artens utbredningsområde är Kerala (Indien). Inga underarter finns listade i Catalogue of Life.